# Серсі (Арканзас)
Серсі (англ. Searcy) — місто (англ. city) в США, в окрузі Вайт штату Арканзас. Населення — 22 937 осіб (2020).

## Географія
Серсі розташоване на висоті 80 метрів над рівнем моря за координатами 35°14′28″ пн. ш. 91°44′7″ зх. д. / 35.24111° пн. ш. 91.73528° зх. д. (35.241134, -91.735223).  За даними Бюро перепису населення США в 2010 році місто мало площу 47,76 км², з яких 47,49 км² — суходіл та 0,26 км² — водойми.

## Демографія
Згідно з переписом 2010 року, у місті мешкало 22 858 осіб у 8507 домогосподарствах у складі 5379 родин. Густота населення становила 479 осіб/км².  Було 9244 помешкання (194/км²). 
Расовий склад населення:
| - 86,8 % — білих - 7,5 % — чорних або афроамериканців - 1,3 % — азіатів - 0,5 % — корінних американців - 0,1 % — вихідців з тихоокеанських островів - 1,9 % — осіб інших рас |

До двох чи більше рас належало 1,9 %. Іспаномовні складали 4,6 % від усіх жителів.
За віковим діапазоном населення розподілялося таким чином: 20,5 % — особи молодші 18 років, 64,8 % — особи у віці 18—64 років, 14,7 % — особи у віці 65 років та старші. Медіана віку мешканця становила 28,8 року. На 100 осіб жіночої статі у місті припадало 90,3 чоловіків;  на 100 жінок у віці від 18 років та старших — 87,8 чоловіків також старших 18 років.
Середній дохід на одне домашнє господарство  становив 61 836 доларів США (медіана — 40 561), а середній дохід на одну сім'ю — 78 514 долари (медіана — 57 789). Медіана доходів становила 42 753 долари для чоловіків та 31 365 доларів для жінок. За межею бідності перебувало 19,8 % осіб, у тому числі 19,3 % дітей у віці до 18 років та 9,2 % осіб у віці 65 років та старших.
Цивільне працевлаштоване населення становило 10 061 осіб. Основні галузі зайнятості: освіта, охорона здоров'я та соціальна допомога — 34,7 %, роздрібна торгівля — 13,9 %, мистецтво, розваги та відпочинок — 11,0 %.
За даними перепису населення 2000 року в Серсі проживало 18 928 осіб, 4495 сімей, налічувалося 6822 домашніх господарств і 7405 житлових будинків. Середня густота населення становила близько 503,6 осіб на один квадратний кілометр. Расовий склад Серсі за даними перепису розподілився таким чином: 90,24 % білих, 6,60 % — чорних або афроамериканців, 0,31 % — корінних американців, 0,50 % — азіатів, 0,02 % — вихідців з тихоокеанських островів, 1,25 % — представників змішаних рас, 1,09 % — інших народів. Іспаномовні склали 2,06 % від усіх жителів міста.
З 6822 домашніх господарств в 28,5 % — виховували дітей віком до 18 років, 51,8 % представляли собою подружні пари, які спільно проживали, в 10,8 % сімей жінки проживали без чоловіків, 34,1 % не мали сімей. 29,5 % від загального числа сімей на момент перепису жили самостійно, при цьому 13,1 % склали самотні літні люди у віці 65 років та старше. Середній розмір домашнього господарства склав 2,32 особи, а середній розмір родини — 2,86 особи.
Населення міста за віковим діапазоном за даними перепису 2000 року розподілилося таким чином: 19,7 % — жителі молодше 18 років, 23,4 % — між 18 і 24 роками, 23,3 % — від 25 до 44 років, 17,8 % — від 45 до 64 років і 15,9 % — у віці 65 років та старше. Середній вік мешканця склав 30 років. На кожні 100 жінок в Серсі припадало 89,1 чоловіків, у віці від 18 років та старше — 87,4 чоловіків також старше 18 років.
Середній дохід на одне домашнє господарство в місті склав 32 321 долар США, а середній дохід на одну сім'ю — 41 334 долара. При цьому чоловіки мали середній дохід в 32 445 доларів США на рік проти 21 142 долара середньорічного доходу у жінок. Дохід на душу населення в місті склав 16 553 долари на рік. 11,7 % від усього числа сімей в окрузі і 15,0 % від усієї чисельності населення перебувало на момент перепису населення за межею бідності, при цьому 18,1 % з них були молодші 18 років і 8,0 % — у віці 65 років та старше.

## Відомі люди
- Майк Біб
- Рейчел Картер
- Бет Дітто
- Ед Медден